# Okręt rakietowy

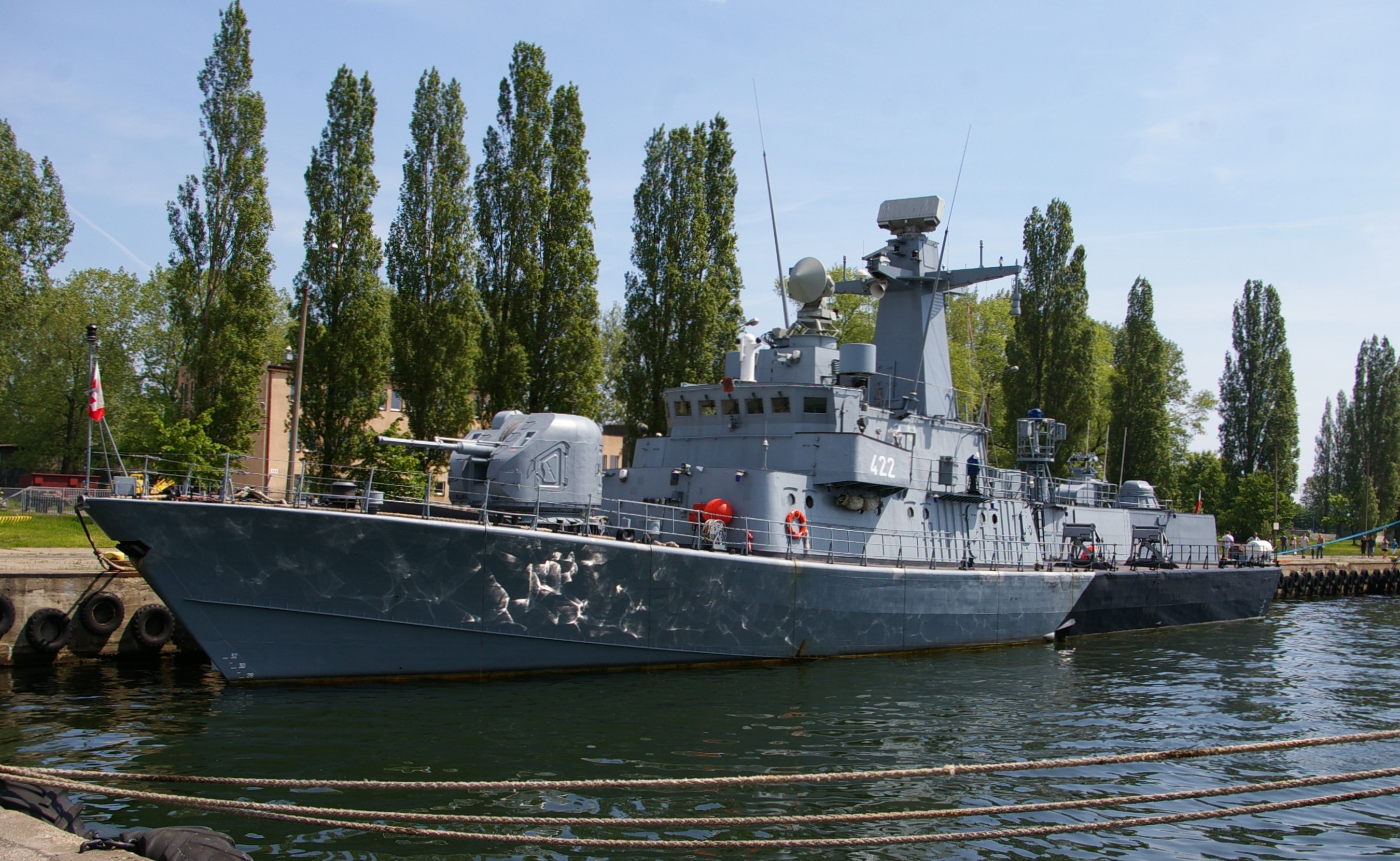
Okręt rakietowy Piorun

Okręt rakietowy – zbiorcze określenie klas okrętów, których podstawowym przeznaczeniem jest niszczenie celów morskich, powietrznych lub lądowych za pomocą pocisków rakietowych. Od lat 60. XX wieku, okręty rakietowe stanowią podstawowy rodzaj okrętów bojowych. Mianem okrętów rakietowych określa się też w węższym znaczeniu tylko mniejsze okręty przeznaczone wyłącznie do niszczenia celów morskich, rozmaicie klasyfikowane, wielkości kutrów rakietowych.

## Geneza
Początki rozwoju okrętów rakietowych, ścisłe wiążą się z niemieckimi programami rakietowymi w trakcie II wojny światowej, w tym zwłaszcza programem pocisków V-1. Po zakończeniu działań bojowych w Europie, zarówno Wielka Brytania jak i Stany Zjednoczone rozpoczęły intensywne prace nad wykorzystaniem efektów dotychczasowych prac niemieckich do rozwoju własnych konstrukcji rakietowych, w tym zwłaszcza w ich morskich odmianach. Dzięki podarowaniu w 1944 roku rząd Wielkiej Brytanii kilku zachowanych egzemplarzy V-1 Związkowi Radzieckiemu, intensywne prace nad własnymi systemami broni tego rodzaju, zaczął prowadzić również ZSRR, opracowując na bazie V-1 pocisk 10X. W Stanach Zjednoczonych na bazie posiadanych egzemplarzy niemieckich pocisków, postanowiono opracować ich kopie pod nazwą JB-2, mające służyć jako podstawa do testów i rozwoju własnych konstrukcji. O ile jednak, po opracowaniu w USA pocisków Regulus, postanowiono zrezygnować z rozwoju tej broni na rzecz pocisków balistycznych, w Związku Radzieckim do samego końca istnienia tego państwa, intensywnie rozwijano morskie pociski rakietowe określane mianem pocisków manewrujących (w ZSRR  "pocisków skrzydlatych").
Mimo zarzucenia przez Stany Zjednoczone na blisko dwie dekady rozwoju pocisków manewrujących, także USA prowadziły badania i programy konstrukcyjne zarówno pocisków balistycznych, jak również pocisków klasy woda-powietrze, które z czasem stały się podstawowym rodzajem wyposażenia okrętów rakietowych na świecie.
W USA nie wyróżnia się ogólnej klasy okrętów rakietowych, lecz szereg typów okrętów określanych jest dodatkowo jako rakietowe, wyróżnianych przez literę G w numerze burtowym (od ang. guided missiles – pociski kierowane), jak krążowniki (CG), niszczyciele (DDG), fregaty rakietowe (FFG). Charakteryzują się uzbrojeniem w pociski przeciwlotnicze średniego lub dalekiego zasięgu, służące do obrony strefowej, w odróżnieniu od okrętów nieuzbrojonych w pociski rakietowe lub uzbrojonych w pociski przeciwlotnicze krótkiego zasięgu (DD, FF). System tych oznaczeń został przejęty także na oznaczanie numerów burtowych japońskich okrętów.
W starszej polskiej literaturze mianem okrętów rakietowych określano tylko okręty przeznaczone do niszczenia okrętów za pomocą pocisków rakietowych (krążowniki rakietowe, niszczyciele rakietowe, małe okręty rakietowe i kutry rakietowe). Było to zbieżne z klasyfikacją okrętów obowiązującą w ZSRR, gdzie istniała ogólna klasa okrętów rakietowo-artyleryjskich, a mianem „rakietowych” określano tylko okręty specjalizowane do walki z okrętami. Wyróżniano tam podklasy krążowników rakietowych (rakietnyj kriejsier), dużych okrętów rakietowych (bolszoj rakietnyj korabl) (później niszczycieli 1. rangi), małych okrętów rakietowych (małyj rakietnyj korabl) i kutrów rakietowych (rakietnyj katier).

## Podział
Klasy okrętów rakietowych (od największych):
- krążownik rakietowy
- niszczyciel rakietowy
- fregata rakietowa
- korweta rakietowa
- kuter rakietowy

W niektórych marynarkach stosuje się też określenie "okręt rakietowy" jako samodzielną nazwę klasy okrętów, np. w Polsce w latach 60.  kutry rakietowe typu Osa (proj. 205) klasyfikowano jako "małe okręty rakietowe" (MOR), tak też czasami klasyfikowane są obecnie korwety rakietowe typu ORP "Górnik". Podobnie klasyfikowane były radzieckie korwety rakietowe (MRK – małyj rakietnyj korabl – "mały okręt rakietowy"), a niektóre radzieckie niszczyciele rakietowe były klasyfikowane jako "duże okręty rakietowe" (BRK). 
Wyróżnia się też okręty rakietowo-artyleryjskie, w których podstawowe uzbrojenie stanowią zarówno działa, jak i rakiety. Okrętami rakietowo-artyleryjskimi jest część korwet i kutrów rakietowych (np. polski ORP "Orkan" po wyposażeniu w rakiety), niektóre starsze krążowniki rakietowe, część niszczycieli rakietowych (np. rosyjski typ Sowriemiennyj) oraz amerykańskie zmodernizowane pancerniki typu Iowa.